# Contea di Aranda

Stemma del casato di Aranda

La Contea di Aranda è un titolo nobiliare aragonese, concesso nel 1508 da Ferdinando II d'Aragona a Lope Ximénez de Urrea sposato con Catalina de Híjar. 
Il nome si riferisce al comune di Aranda de Moncayo, nella provincia di Saragozza. 
Nel 1640, Filippo IV aggiunse al titolo della contea quello di Grande di Spagna, nella persona di Don Antonio Ximénez de Urrea e Manrique de Lara, quinto titolare. 

## Origini
Nel 1366, Pietro IV concesse il titolo di visconte di Rueda a Francisco Perellós, che, nel 1393, lo vendette a Lope Ximénez de Urrea, morto nel 1475 e tumulato nella chiesa di Épila, per 42500 florini d'oro.
Per questa acquisizione, nel 1394, appare negli scritti del casato un mutuo, con ipoteca su Albalate del Arzobispo, con un tasso d'interesse del 8,33% e sotto la tutela dei Fueros de Aragón. Queste informazioni fanno comprendere gli intrighi successivi della saga, visto che i creditori chiesero il rimborso del prestito pena la denuncia ai fueros de Valencia. A ciò si aggiunse la controversia tra il fratello del secondo conte Aranda, Pedro Manuel Jiménez de Urrea signore di Trasmoz e il monastero di Veruela, al quale era affidato l'ospedale di Añón de Moncayo, che affrontò il castellano di Amposta, casa d'Aragona, duca de Luna e protettore di Veruela, che era il prelato del monastero. La contesa era per debiti non pagati. Ciò causò perdite finanziarie, tensioni economiche, sociali e politiche dato che in quel momento la famiglia era intenta a raggiungere un elevato status sociale aumentando le amicizie per incrementare il potere a corte. 
Oltre a sembrare una crisi giurisprudenziale tra i fueros aragonesi per l'operazione finanziaria contingente del prestito-debito del figlio e i fueros valenciani dai quali discendeva il debito per l'acquisto del titolo, vi fu l'intervento delle truppe a sostegno della famiglia. Il debito finale si dissolse, tra operazioni di natura politica e contatti per regolare il contenzioso, non essendo stato onorato il debito stesso.

## Possedimenti
La Casa di Aranda possedeva terreni e anime sotto la sua protezione e giurisdizione in Aragona, Valencia, Catalogna e Roussillon (per via materna). Essendo la contea di Aranda in Aragona e quindi soggetta alla primogenitura, non poteva ridurre le dimensioni di quanto ereditato, ed era vietata la vendita delle proprietà.
Per le grandi famiglie del regno era importante annotare per iscritto i tratti nobili ed i contratti, la storia del lignaggio, i pagamenti e i debiti in sospeso. Ciò allo scopo di evidenziare le linee di successione, la contabilità e le garanzie future. Questo è il motivo per cui gli archivi di famiglia erano considerati come tesori da proteggere e migliorare. Per dimostrare in tal modo potenziali conflitti o garanzie con il potere reale e dimostrabile. Così, i conti di Aranda stavano aumentando e proteggendo il loro archivio, con inclusioni in altri archivi di famiglie che per legami o eredità si univano al suo lignaggio.

## Conti di Aranda
|                                      | Titolare                                                | Periodo                              |
| Istituito da Ferdinando II d'Aragona | Istituito da Ferdinando II d'Aragona                    | Istituito da Ferdinando II d'Aragona |
| ------------------------------------ | ------------------------------------------------------- | ------------------------------------ |
| I                                    | Lope Ximénez de Urrea y Ruiz de Liori                   | 1508-                                |
| II                                   | Miguel Ximénez de Urrea y Toledo                        |                                      |
| III                                  | Juan Ximénez de Urrea                                   | 1545-1578                            |
| IV                                   | Luis Ximénez de Urrea y Enríquez                        | 1578-1593                            |
| V                                    | Antonio Ximénez de Urrea y Manrique de Lara             | 1593-1654                            |
| VI                                   | Pedro Pablo Ximénez de Urrea                            |                                      |
| VII                                  | Dionísio Ximénez de Urrea y Vera de Oriola              | ..-1693                              |
| VIII                                 | Ramón Francisco Ximénez de Urrea y Rocafull             | 1693-1721                            |
| IX                                   | Pedro de Alcántara Abarca de Bolea y Bermúdez de Castro | 1723-1742                            |
| X                                    | Pedro Pablo Abarca de Bolea y Ximenez de Urrea          | 1742-1798                            |
| XI                                   | Agustín Pedro de Silva y Palafox                        | 1798-1817                            |
| XII                                  | José Rafael de Silva Fernández de Híjar y Portugal      | 1817-1863                            |
| XIII                                 | Cayetano de Silva y Fernández de Córdoba                |                                      |
| XIV                                  | Agustín de Silva y Bernuy                               |                                      |
| XV                                   | Alfonso de Silva y Campbell                             |                                      |
| XVI                                  | Alfonso de Silva y Fernández de Córdoba                 |                                      |
| XVII                                 | María del Rosario Cayetana Fitz-James Stuart y Silva    | 1957-2013                            |
| XVIII                                | Alfonso Martínez de Irujo y Fitz-James Stuart           | 2013-actual titular                  |